# Gran hermano (programa de televisión chileno)
Gran Hermano fue un reality show producido por Banijay, franquicia chilena del programa neerlandés Big Brother, creado por John de Mol. El programa es emitido por Chilevisión y fue presentado por Diana Bolocco y Julio César Rodríguez, en su primera temporada. En su segunda temporada, Rodríguez abandonó la conducción y Emilia Daiber se unió en su reemplazo. Salió al aire por primera vez el 18 de junio de 2023 y finalizó el 3 de diciembre del mismo año.El 4 de junio de 2024, Chilevisión confirmó el estreno de una segunda edición la cual inició el 12 de julio de ese mismo año.
El programa consiste en que, durante un tiempo aproximado de cuatro meses y medio, un grupo de participantes intentará evitar las «nominaciones» efectuadas por ellos mismos y superar las eliminaciones que, periódicamente, la audiencia decide y así conseguir el premio final. El premio para quien resultó ganador de su primera edición fue de CLP $30.000.000.
La primera y segunda edición del programa se grabaron en la casa de Gran Hermano Argentina en los Estudios Pampa, la cual cuenta con más de 2300m². Está ubicada en Martínez, Provincia de Buenos Aires.

Martínez, Buenos Aires; en donde se filma el programa.

## Conductores y emisiones
Las tradicionales galas de Gran Hermano, en donde se conoce quién está nominado y quién es eliminado, entre otras cosas, fueron conducidas por Diana Bolocco y Julio César Rodríguez en su primera temporada, quienes además condujeron el debate junto a Michael Roldán, Francisca García-Huidobro, Nicolás Quesille y Arturo Longton como panel fijo, además de contar con panelistas invitados (entre ellos, Pamela Díaz y Francisco Halzinki). Junto a ellos también estuvieron presentes varios de los eliminados de la casa. Además, los viernes, donde se presenta Espiando la casa: «La fiesta», fue conducido por Juan Pablo Queraltó. En septiembre de 2023 Arturo Longton renunció al panel del programa.

### Emisiones
Las diferentes emisiones del programa son las siguientes:
- Gala de eliminación: Con Diana Bolocco. Domingo a las 22.30 horas.
- La entrevista del eliminado: Con Diana Bolocco y equipo. Lunes a las 22.30 horas.
- Prueba del líder: Con Diana Bolocco y equipo. Martes a las 22:30 horas.
- Gala de nominación: Con Diana Bolocco, miércoles a las 22.30 horas.
- El debate y salvación: Con Diana Bolocco y equipo. Jueves a las 22:30.
- Espiando la casa: "La fiesta": Con Juan Pablo Queraltó, Constanza Capelli e invitados, viernes 00:30.[14]
- Espiando la casa: Después de cada gala.

En la primera temporada, también se pudo ver la casa en vivo las 24 horas por el canal 141 de la plataforma de streaming Pluto TV, propiedad de Paramount (en toda América Latina) y por la aplicación para teléfonos inteligentes de la misma compañía. Se cerró la transmisión de la casa en vivo el día en que las finalistas abandonaron la casa. En la segunda, la plataforma de streaming fue cambiada a DGO, en el canal 141 de la misma plataforma.

## Casting
Tanto en su primera como segunda temporada, el casting para ingresar al programa no requirió de la presencia en primera instancia de los postulantes. Así, el proceso contó con la particularidad de que los postulantes pudieron hacerlo a través de videos que debían estar publicados en las redes sociales, consiguiendo de esta manera abarcar todos los lugares de Chile. En estos videos los postulantes tuvieron que, además de presentarse, revelar detalles sobre su vida y contar por qué quieren participar del juego, luego los mismos fueron enviados a la productora para realizar las debidas selecciones. El rango etario de los aspirantes estuvo dirigido a todas las personas de entre 18 y 101 años. Además, el sábado 15 de abril de 2023 se realizó un casting masivo en las instalaciones de Chilevisión, ubicadas en Avenida Pedro Montt 2354 en la comuna de Santiago de Chile. En la instancia participaron casi dos mil personas.

## Reglas
- No está permitido hacer «complot» o «voto cantado» contra ningún participante de forma abierta, en caso de que la producción detecte un acuerdo de votos o del personaje salvado y este finalmente se convierta en realidad al momento de la nominación o salvación, los implicados directos serán sancionados con su anulación. En caso de reincidencia con el «complot», las sanciones pueden ser severas.
- Se realizarán pruebas semanales en donde los participantes serán puestos a prueba en diferentes juegos de destreza, habilidad, inteligencia y/o resistencia que luego, dependiendo del resultado de dicha prueba, determinarán el presupuesto que será utilizado para el abastecimiento de alimentos, quién se queda en la casa (si pierde se va al sótano), al líder semanal (inmune) y al salvado. La manera de ser evaluados será de forma grupal.
- Desde la segunda temporada, los participantes se dividen en dos equipos, los que compiten semanalmente en pruebas físicas. Semana a semana las competencias por equipo definirán quiénes disfrutarán de las comodidades y quiénes deberán padecer un período en condiciones inhóspitas viviendo en el «sótano». Debido a esto, se eliminaron las pruebas de presupuesto en las primeras semanas, en donde los participantes se sometían a actividades con el fin de obtener el dinero necesario para realizar las compras los lunes. Además, durante ese periodo, la canasta de alimentos (tanto para la casa como para el sótano) es brindada por la producción.
- Cada semana, los participantes tienen $600.000 para la compra de supermercado, este dinero puede subir o bajar dependiendo del estado de la prueba semanal de supermercado o de las pruebas apartes y del número de jugadores en la casa, y tiende a bajar como castigo por romper algunas reglas de la comunidad.
- Los participantes no deben mantener conversaciones sin los micrófonos, ni tampoco tapar o bloquear las cámaras.
- Las nominaciones otorgan dos votos al primer elegido y un voto al segundo.
- Existen tres tipos de nominaciones apartes, las cuales son la nominación espontánea, la cual le otorga tres votos al primer elegido y dos votos al segundo, la nominación fulminante, la cual envía directamente al elegido a placa de nominación, y las nominaciones por sanción, que solo Gran Hermano lo puede realizar como castigo por comportamientos inapropiados, enviando directamente a los involucrados a placa. Solo se pueden utilizar una por semana cada una.
- Cada semana habrá «líderes», quienes conducirán al grupo y todos deberán obedecer. Los líderes, además, podrán salvar a un participante de la placa de nominación u obtener otro beneficio especial. Además, dicha prueba no se puede realizar en la semana final y no lo puede realizar el mismo participante de manera consecutiva. En caso de que votan o fulminan al líder o a los sancionados, dichos votos y la fulminante serán anulados.
- Los beneficios que estarán en juego serán la inmunidad (imposibilidad de ser nominado) y la salvación (poder sacar a alguien de la placa de nominación), aunque solo podrán ser utilizados por el líder semanal. En caso de voto cantado durante la salvación, esa decisión quedará anulada.
- Los cuatro participantes que cuenten con más votos (cinco, si se incluye la prueba de salvación) quedarán en placa (salvo la fulminante y las nominaciones por sanción, por las cuales van a placa directa a los involucrados). Si existiese un empate en el cuarto lugar, irán a la placa todos aquellos que cuenten con igual cantidad de votos del cuarto lugar (o quinto, si se incluye la prueba de salvación).
- Desde la segunda temporada y una vez la placa queda conformada, se realiza una «prueba de salvación», donde uno de los participantes que fueron nominados puede evitar la gala de eliminación si logra pasar este desafío.
- Debido a la situación de abuso sucedida en la 18.ª temporada de Gran Hermano España, Gran Hermano Revolution, los participantes deberán informar a GH a través de una señal de consentimiento —levantar el pulgar a cámara en modo de aprobación— cada vez que quieran mantener relaciones sexuales. Aparte de ello, queda prohibido realizar dicho acto luego de haber ingerido alcohol.
- La votación telefónica, cuando un participante está nominado para su eliminación, es negativa. Mientras más votos negativos de parte del público tenga el participante, más posibilidades tiene el jugador de ser eliminado de la competencia.
- La votación telefónica, cuando un participante llega a la etapa final o es nominado para su reingreso, es positiva. Mientras más votos positivos tenga el participante de parte del público, más posibilidades tiene el jugador de quedarse más tiempo en la casa, de su reingreso, o de ganar la temporada, al contrario si el jugador no acumula suficientes votos positivos tiene más posibilidades de ser eliminado de la competencia.
- El voto legado es entregado por el eliminado de cada semana a cualquiera de sus compañeros y consiste en dar dos votos a uno de ellos. Esta modalidad se implementó a partir de la segunda eliminación y se anulará si vota al líder, al fulminado o al nominado por sanción.
- En caso de irregularidades (salvo el complot y el voto cantado, lo cuales se sancionan con su anulación), Gran Hermano sancionará a los involucrados, ya sea con la nominación por sanción que no puede ser salvado por el líder ni realizar la prueba del líder (y la de salvación, si es aplicable), o con la expulsión en el peor de los casos (si se detecta un acoso por ejemplo).
- La nominación fulminante es una nominación especial que todos tendrán la opción de usarla, pero solo una vez durante su estadía en la casa. Quien quiera realizarla, deberá acercarse al confesionario y solicitarla. El que la reciba una nominación fulminante, quedará automáticamente nominado, sin poder ser salvado por el líder de la semana ni de entrar a la competencia de salvación y solo se anulará si el fulminado abandona o se convierte en líder. Los participantes la pueden usar una sola vez cada uno, y solo una nominación por semana. Si un participante hizo la fulminante y abandona la casa, será sancionado con su anulación.

## Ediciones
| Temporada | Año  | Conductores   | Conductores           | Canal | Días | N°                | Ganadora          | Subcampeón(a)    | Tercer puesto      | Rating |
| --------- | ---- | ------------- | --------------------- | ----- | ---- | ----------------- | ----------------- | ---------------- | ------------------ | ------ |
| 1         | 2023 | Diana Bolocco | Julio César Rodríguez |       | 168  | 24                | Constanza Capelli | Scarlette Gálvez | Jennifer Galvarini | 10.4   |
| 2         | 2024 | Diana Bolocco | Emilia Daiber         | 104   | 23   | Michelle Carvalho | Waldo Villarroel  | Pedro Astorga    |                    |        |